# Barranc de Cal Cerdà

El Barranc de Cal Cerdà, respecte del terme d'Abella de la Conca

El barranc de Cal Cerdà és un barranc, afluent del torrent de Budeu. Pertany a la conca del Segre, i discorre del tot dins del terme d'Abella de la Conca, en terres del poble de Bóixols, al sud de l'extrem de llevant de la Serra de Carreu.
Neix a l'extrem nord del Clot del Vicent, recorre de nord a sud aquest clot i després del del Tinyola, on passa a llevant de Cal Mestre, Cal Gravat del Cerdà i Cal Tinyola, i a ponent de Cal Cerdà, poc després travessa la carretera L-511 i al cap de poc aiguavessa en el torrent de Budeu, juntament amb el barranc de Fontmil.

## Etimologia
El barranc pren el nom de la masia més important a prop de la qual passa, Cal Cerdà.